# Cyphon peterseni
Cyphon peterseni es una especie de coleóptero de la familia Scirtidae.

## Distribución geográfica
Habita en  Nueva Guinea.